# Peter Barnes (ambientalista)
Peter Barnes (New York, 16 aprile 1940) è un imprenditore, giornalista e ambientalista statunitense.
È principalmente noto per la sua attività nel campo dell'ecologia, in particolar modo per quanto concerne la riduzione delle emissioni di gas serra.

## Biografia
Barnes, cresciuto a New York, ha conseguito un bachelor of Arts in storia presso l'Università di Harvard e un master in government presso l'Università di Georgetown.

## Carriera

### Giornalista
Barnes ha iniziato la sua carriera nel giornalismo lavorando come reporter per The Lowell Sun a Lowell, Massachusetts. In seguito divenne corrispondente da Washington per Newsweek e successivamente fu impiegato come corrispondente dalla costa occidentale per The New Republic.

### Imprenditore
Nel 1976 Barnes è stato cofondatore di un'azienda di energia solare di proprietà dei lavoratori a San Francisco, in California. Nel 1983, ha fondato insieme a Laura Scher il Working Assets Money Fund.
È stato presidente di Working Assets Long Distance negli anni '80. Nel 1995 è stato nominato Imprenditore socialmente responsabile dell'anno per la California settentrionale.
Ha fatto parte di numerosi consigli di amministrazione, tra cui National Cooperative Bank], California Solar Industry Association -  Businesses for Social Responsibility, Rainbow Workers Cooperative, Redefining Progress, Greenpeace, Center for Economic and Policy Research, ed Earth, Inc.

## Ambientalismo
Barnes è un ardente ambientalista e un esplicito sostenitore della necessità di ridurre le emissioni di carbonio. Ha coniato i termini Capitalism 3.0 e Sky Trust, i quali descrivono la sua proposta per un progetto modulato sull'Alaska Permanent Fund, grazie al quale verrebbero ridotte tali emissioni e creato un "dividendo" tra tutti i cittadini statunitensi
. Barnes sostiene che la propria proposta sia molto più realizzabile e sostenibile rispetto alle soluzioni proposte dal protocollo di Kyoto.

### La propostaSky Trust
La proposta dello Sky Trust di Barnes si basa sull'idea che ogni americano possiede il cielo come se fosse un bene comune. Barnes ha affermato che l’obiettivo di Sky Trust sarebbe quello di “promuovere la stabilità climatica: limitando la quantità di carbonio che può essere immessa nell’atmosfera; consentendo al libero mercato di fissare un prezzo sul diritto di emettere carbonio; raccogliendo entrate da coloro che acquistare quei diritti e restituire i proventi guadagnati ai proprietari del cielo."
Lo Sky Trust è stato originariamente proposto come rapporto del Common Assets Project con sede a Washington di cui Barnes è il fondatore. L'idea alla base della proposta è stata originariamente ispirata all'Alaska Permanent Fund, un fondo che paga i dividendi dell'Alaska per quella che sarebbe effettivamente la rendita delle risorse naturali. Il "trust" che Barnes spera di creare non è solo un'idea, ma una vera e propria entità legale. La missione del trust è su più fronti:
- preservare l'attuale miscela di gas nell'atmosfera, stabilizzando così il clima;
- ricevere prezzi di mercato per l'uso del cielo come discarica;
- distribuire equamente il reddito tra i beneficiari[10].

Ogni cittadino americano, compresi i bambini, sarebbe il beneficiario di questo programma, ricevendo una somma forfettaria. Ciò avrebbe lo scopo di contribuire ad alleviare problemi come la povertà e la disuguaglianza di ricchezza, garantendo ai bambini, compresi quelli nati in condizioni di povertà, alcuni diritti fondamentali.

#### Critiche
Sono state sollevate delle critiche al modello Sky Trust, come quella in cui le entrate guadagnate dallo Sky Trust potrebbero essere meglio allocate sovvenzionando i prezzi dell'energia pulita, nonché il fatto che Sky Trust dovrebbe essere un'iniziativa globale per avere un impatto ambientale e sociale sul pianeta.

## Pubblicazioni
- (EN) Peter Barnes, Pawns; the plight of the citizen-soldier, Knopf, 1972, ISBN 978-0-394-43616-6.
- (EN) Peter Barnes, The people's land: A reader on land reform in the United States, Rodale Press, 1975, ISBN 978-0-87857-091-1.
- (EN) Peter Barnes, Who Owns the Sky?: Our Common Assets And The Future Of Capitalism, Island Press, 2003, ISBN 978-1-55963-855-5.
- (EN) Peter Barnes, Capitalism 3.0: A Guide to Reclaiming the Commons, Berrett-Koehler Publishers, 2006, ISBN 978-1-57675-361-3.
- (EN) Peter Barnes, Climate Solutions: A Citizen's Guide, Chelsea Green Publishing, 2008, ISBN 978-1-60358-005-2.
- (EN) Peter Barnes, With Liberty and Dividends for All: How to Save Our Middle-Class When Jobs Don’t Pay Enough, 2014.